# Арипов, Дильшод Хакимджонович
Дильшод Хакимджонович Арипов (род. 20 мая 1977) — узбекский борец греко-римского стиля, чемпион мира и Азии.

## Биография
Родился в 1977 году в Ташкенте. В 1995 году завоевал серебряную медаль Центральноазиатских игр. В 1997 году выиграл чемпионат Азии. В 1999 году стал обладателем бронзовой медали чемпионата Азии. В 2000 году завоевал серебряную медаль чемпионата Азии, но на Олимпийских играх в Сиднее стал лишь 11-м. В 2001 году выиграл чемпионат мира. В 2002 году завоевал серебряную медаль Азиатских игр. В 2004 году стал обладателем бронзовой медали чемпионата Азии. В 2006 году завоевал бронзовую медаль Азиатских игр. В 2008 году завоевал серебряную медаль чемпионата Азии, но на Олимпийских играх в Пекине стал лишь 11-м. В 2009 году стал серебряным призёром чемпионата мира. В 2011 году завоевал бронзовую медаль чемпионата Азии.
Сейчас он живёт в России Московской области г.Подольск.

## Награды и звания
- Почётное звание «Узбекистон ифтихори» (2001)[1].
- Орден «Дустлик» (2007)[2]